# Stigmella ampullata
Stigmella ampullata (лат.) — вид молей-малюток рода Stigmella (Nepticulinae) из семейства Nepticulidae.
Эндемик Южной Африки: ЮАР (Kruger National Park, Transvaal). Длина 3,8 мм. Усики, грудь, брюшко тёмные серовато-коричневые. Передние и задние крылья серо-коричневые. Гусеницы, предположительно, как и другие виды своего рода питаются растениями и минируют верхнюю поверхность листьев.
В апикальной части передних крыльев развиты две жилки: R4+5 и M.